# Centennial Summer
Centennial Summer ist ein US-amerikanischer Musikfilm von Otto Preminger aus dem Jahre 1946. Er basiert auf dem gleichnamigen Roman von Albert E. Idell, der drei Jahre zuvor erschienen war.

## Handlung
Im Philadelphia des Jahres 1876 finden die Feierlichkeiten zum 100. Geburtstag der Unabhängigkeitserklärung der Vereinigten Staaten statt; selbst US-Präsident Ulysses S. Grant schaut vorbei. In Philadelphia lebt auch die Familie Rogers mit ihren vier Kindern Edith, Julia, Susanna und Dudley. Vater Jesse ist bei der Eisenbahn angestellt, bastelt aber nebenbei mit geringem Erfolg noch an Erfindungen wie einer Uhr, welche die Uhrzeit in allen Zeitzonen der USA anzeigen soll. Jesse will seine Uhr dem Eisenbahnpräsidenten Mr. Trowbridge vorstellen und schickt sie ihm als Paket, doch Jesses direkter Vorgesetzter Snodgrass fängt die Uhr ab. Snodgrass hält nichts von den Spielereien seines Angestellten und degradiert ihn zu einem Posten in der Nachtschicht mit geringerer Bezahlung. Das bringt die Familie in eine prekäre finanzielle Lage, zumal sich plötzlich auch Mutter Harriets glamouröse Schwester Zenia aus Paris angekündigt. Zenia kennt Harriets Mann und Kinder nicht, da sie viele Jahre in Frankreich als Lebedame Liebschaften mit bedeutenden Männern pflegte. Mitgebracht hat sie Philippe, den charmanten Neffen ihres verstorbenen Mannes, der sich als Kurator um den französischen Pavillon bei den 100-Jahr-Feierlichkeiten kümmern soll.
Die beiden Rogers-Töchter Edith und Julia sind sofort in Philippe verliebt. Es entwickelt sich ein Wettstreit, bei dem sich insbesondere die selbstbewusste Edith hinterhältig gegenüber ihrer etwas schüchternen Schwester Julia verhält. Betroffen ist davon auch der Gynäkologe Ben Phelps, mit dem Edith inoffiziell verlobt war, den sie nun aber unbeachtet lässt. Philippe hat allerdings nur Augen für Julia, die wegen ihrer Französischkenntnisse auch als Sekretärin im Pavillon arbeitet. Zunächst kommt Philippe eher schlecht als recht voran, doch mit Julias Ideen entwickelt sich der Pavillon zum Erfolg. Edith will allerdings Philippe nicht aufgeben und erzählt ihm die Lüge, dass Julia und Ben ein Liebespaar seien. Daraufhin wendet sich Philippe von Julia ab, und es kommt zu einer Reihe von Missverständnissen, an deren Ende Julia traurig aus Philadelphia zu ihrer Großmutter aufs Land abreist. Philippe geht schließlich mit Edith auf das Eröffnungsfest des französischen Pavillons, doch muss sie feststellen, dass Philippe immer noch nur an Julia denkt. Daraufhin gesteht sie ihm ihre Lüge.
Unterdessen hat Zenia durch ihre Flirts mit Jesse für weiteren Ärger im Haushalt der Rogers gesorgt, sodass sich eine Ehekrise anbahnt. Beim Fest in Pavillon stellt Zenia, die schnell Eingang in die hohen Zirkel der Stadt gefunden hat, dem Eisenbahnpräsidenten Trowbridge ihren Schwager Jesse als „Erfinder“ vor. Trowbridge scheint interessiert; dann erscheint aber Snodgrass und entlarvt Jesse als einfachen Angestellten seines Bahnhofes, woraufhin dieser gedemütigt den Heimweg antritt. Schließlich setzen sich Jesse und Philippe in eine Kneipe, wo sie sich frustriert betrinken. Jesse verrät Philippe, dass Julia bei ihrer Großmutter ist, und der macht sich schnell auf den Weg. Jesse erscheint allerdings zu seiner Nachtschicht verspätet und betrunken, woraufhin Snodgrass ihn feuert. Am nächsten Morgen kommen Philippe und Julia als Liebespaar nach Philadelphia zurück, während Edith nach einigen Entschuldigungen Ben wieder für sich gewinnen kann. Am Nachmittag reist Zenia gerade mit dem Zug ab, als Mr. Snodgrass auftaucht und sich überraschend freundlich gegenüber Jesse verhält. Der Grund: Mr. Trowbridge hat – wohl auch unter Fürsprache seiner neuen Geliebten Zenia – Ben wieder eingestellt und ihm die Uhr abgekauft. Somit endet der 100-Jahr-Sommer für alle Beteiligten glücklich.

## Hintergrund
Centennial Summer basiert auf einem 1943 veröffentlichten Roman von Albert E. Idell, der damals ein Bestseller war, heute aber vergessen ist. Zunächst war der Film ohne Songs geplant, erst durch den Erfolg von Metro-Goldwyn-Mayers Musicalfilm Meet Me in St. Louis entschied Century Fox sich Ende 1944, aus Centennial Summer ein Filmmusical zu machen. Die Parallelen zwischen beiden Filmen fielen bereits zeitgenössischen Filmkritikern wie Bosley Crowther auf: Meet Me in St. Louis und Centennial Summer handeln beide von einer Familiengemeinschaft und ihren Höhen und Tiefen, spielen beide in der „guten alten Zeit“, haben beide eine Ausstellung zum Thema (hier die 100-Jahr-Feier, bei St. Louis die Weltausstellung 1904), und wurden beide im Technicolor-Verfahren gedreht. Die Darsteller von Centennial Summer waren keine professionellen Sänger, weswegen sie bei ihren Gesangseinlagen später von besseren Stimmen nachsynchronisiert wurden.
Die für Centennial Summer geschriebenen Songs stammen aus der Feder des populären Komponisten Jerome Kern, der noch während der Dreharbeiten starb. Er erhielt für die geschriebenen Songs insgesamt 100.000 US-Dollar. Für die Texte der Songs waren mit Leo Robin, Oscar Hammerstein und E. Y. Harburg ebenfalls prominente Künstler engagiert. Für das Szenenbild waren Leland Fuller, Thomas Little und Lyle R. Wheeler verantwortlich; die Kostüme kamen von René Hubert; als Premingers Regieassistent fungierte Arthur Jacobson; W. D. Flick übernahm die Tontechnik; Fred Sersen war zuständig für die visuellen Effekte. Die Tanzchoregorafien im Film wurden von Dorothy Fox durchgeführt; Natalie Kalmus war Beraterin für das bei Centennial Summer eingesetzte Technicolor-Verfahren.

## Auszeichnungen
Centennial Summer erhielt zwei Oscar-Nominierungen: Für den Besten Song war All Through the Day von Jerome Kern und Oscar Hammerstein nominiert, für die Beste Filmmusik eines Musicals Alfred Newman.

## Kritiken
Bosley Crowther fand in der New York Times vom 18. Juli 1946 wenig freundliche Worte. Der Film sei der offensichtliche Versuch, Meet Me in St. Louis zu kopieren, doch abgesehen von hübschen Kostümen wirke Centennial Summer „schwer und langsam, wo das Vorbild gallopierte und tanzte“. Jerome Kerns Musik sei manchmal erfreulich, werde aber schlecht verwendet, da es dem Film an guten Stimmen und frischen Musicaltänzen mangele. „Offensichtlich war das Drehbuch von Michael Kanin, nach dem Roman von Alfred E. Idell, schwach. Aber Regisseur Otto Preminger unternahm wenig, es aufzuwerten. Sein Centennial Summer hat Farbe, aber es mangelt an Überschwang und Wärme“, schlussfolgerte Crowther.
Der Variety war hingegen bei seiner Kritik 1946 wohlwollender: „Centennial Summer ist ein erfreulicher Musicalfilm, angereichert von trällernder Jerome-Kern-Musik.“ Die Kostüme der Produktion seien aufwendig genug, dass sie die Zeitperiode verdeutlichen, und die Regie funktioniere in einem gemächlichen Stil, der die Elemente von Musik und Handlung gut zusammenmische. Eine Schwäche sei das Fehlen guter Sänger unter den Darstellern, wobei Kerns Musik und Avon Longs Auftritt dies wieder entschuldigen würden. Regisseur Preminger „holt das meiste aus Material und Schauspielern heraus“. Es sei kein „Bombenfilm, aber einfach anzusehen und zufriedenstellend“.
In einer aktuelleren Kritik wertete Leonard Maltin Centennial Summer mit zweieinhalb von vier Sternen. Er beschrieb den Film als „gemächliches, vornehmes Musical“, dem die „nette Jerome-Kern-Musik helfen“ würde.